# Puentelarrá
Puentelarrá (oficialmente Puentelarrá/Larrazubi) es un concejo del municipio de Lantarón, en la provincia de Álava, País Vasco, España.

## Situación
El concejo se ubica al suroeste de la provincia de Álava, en el límite de esta con la de Burgos al pie de los montes Obaranes sobre la orilla izquierda del río Ebro junto a la desembocadura del río Omecillo.
La principal vía de comunicación es la carretera A-2625 que une Bilbao con Burgos por Orduña y la A-2122 que la une a la cercana Miranda de Ebro donde enlaza con todo el eje vía principal Madrid-Irún (N-I, AP-1, AP-68 hacía Bilbao) y el que recorre el valle del Ebro (AP-68) tanto en carreteras como en ferrocarril. Vitoria, capital de la provincia, queda a 37km y Miranda de Ebro a 12.

## Historia
El concejo siempre ha estado condicionado por su ubicación cerca del límite de Álava con Burgos, en un paso estratégico a orillas del río Ebro para las rutas de comercio que lo convirtió en importante plaza militar y de servicios.
Algunos historiadores sitúan en el concejo la antigua ciudad de Deóbriga a orillas de importantes rutas romanas. 
A partir del año 860 queda bajo el señorío del conde Rodrigo formando parte del Condado de Castilla, zona fronteriza erizada de fortalezas que protegía la entrada de los invasores sarracenos.
En 1050 se menciona en la donación que el rey del Pamplona hace al monasterio de San Millán de la Cogolla, al cual le dona de esta población la casa del “Ponte” con la villa de “Larrate”.
Entre los siglos XIV y XV se desarrolló una comunidad judía que desapareció con la expulsión de 1492.
A mediados del siglo XIX, el lugar, por entonces parte del ayuntamiento de Bergüenda, tenía contabilizada una población de 110 habitantes. La localidad aparece descrita en el decimotercer volumen del Diccionario geográfico-estadístico-histórico de España y sus posesiones de Ultramar de Pascual Madoz de la siguiente manera:

PUENTELARRÁ: v. del ayunt. de Bergüenda en la prov. de Alava (á Vitoria 7 leg.), part. jud. de Añana (1 1/2), aud. terr. y dióc. de Búrgos (14), c. g. de las Provincias Vascongadas. sit. en una hermosa llanura, á la izq. del r. Ebro, en el camino que de Castilla conduce á Bilbao; clima templado, reinan los vientos N. y O., y se padecen reumatismos. Tiene 22 casas, inclusa la municipal; escuela de primera educacion para ambos sexos, frecuentada por 20 ó 24 alumnos, y dotada con 24 fan. de trigo; igl. parr. (San Nicolás de Bari), servida por un beneficiado de la Fontecha, de que es aneja; para el abasto del pueblo hay una fuente de aguas potables. El térm. confina N. Bergüenda; E. Fontechas; S. Sta. Gadea, y O. Soportilla. El terreno es de mediana calidad; le baña el r. Ebro, que tiene un puente de piedra junto á la v. caminos: el que dirige á Bilbao desde Castilla: el correo se recibe de Miranda de Ebro por balijero los lunes, miércoles y sábados. prod.: trigo, cebada, avena, maiz, alholbas, habas, garbanzos, uvas y toda clase de frutas y hortalizas; cria de ganado de cerda; caza de perdices y codornices; pesca de anguilas, barbos y algunas truchas. ind.: ademas de la agricultura, hay carpinteros, canteros, albañiles, herreros, zapateros, tejedores, una sombrereria y una fáb. de chocolate. pobl.: 20 vec., 110 alm. riqueza y contr.: (V. Alava intendencia).
(Madoz, 1849, p. 274)

En el siglo XX, en 1903, se construye la primera central hidroeléctrica y a finales de dicho siglo, en 1978, con la fundación del municipio de Lantarón, pasa a formar parte del mismo.

## Demografía
| Gráfica de evolución demográfica de Puentelarrá entre 2000 y 2023 |
|                                                                   |
| Población de derecho según los censos de población del INE.       |

## Economía
Eminentemente rural su población se dedica a la agricultura tradicional de cereales, remolacha azucarera, patatas y cultivos alternativos, así como los servicios turísticos. Muchos de sus habitantes trabajan en la industria de las poblaciones cercanas, como Miranda de Ebro y Vitoria.
Es relevante la importante presa y central hidroeléctrica propiedad de Iberdrola. De la misma manera que la hostelería ha sido un gran pilar en el pueblo, teniendo diferentes bares a lo largo de su historia.

## Cultura

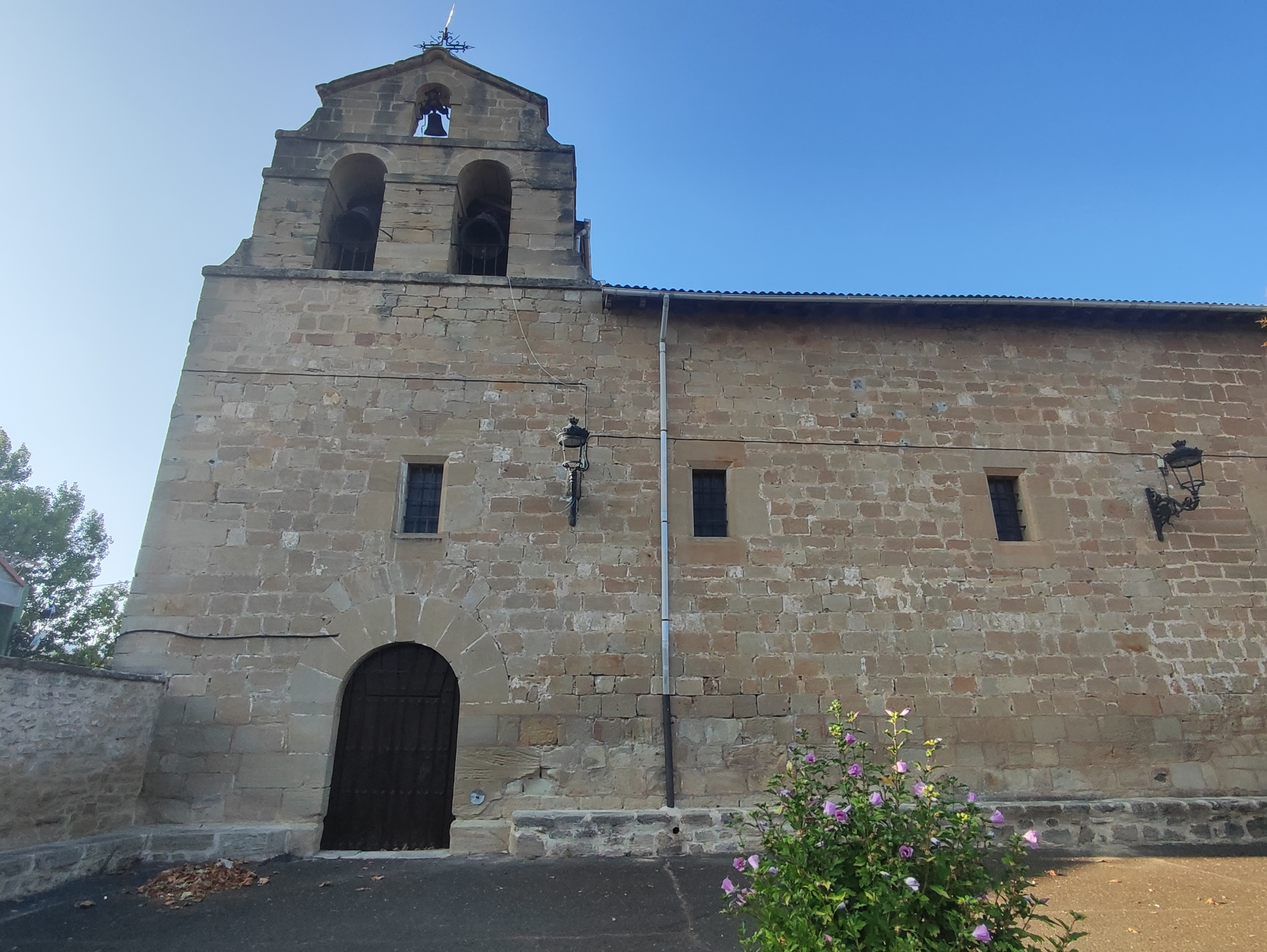
Iglesia de San Nicolás de Bari

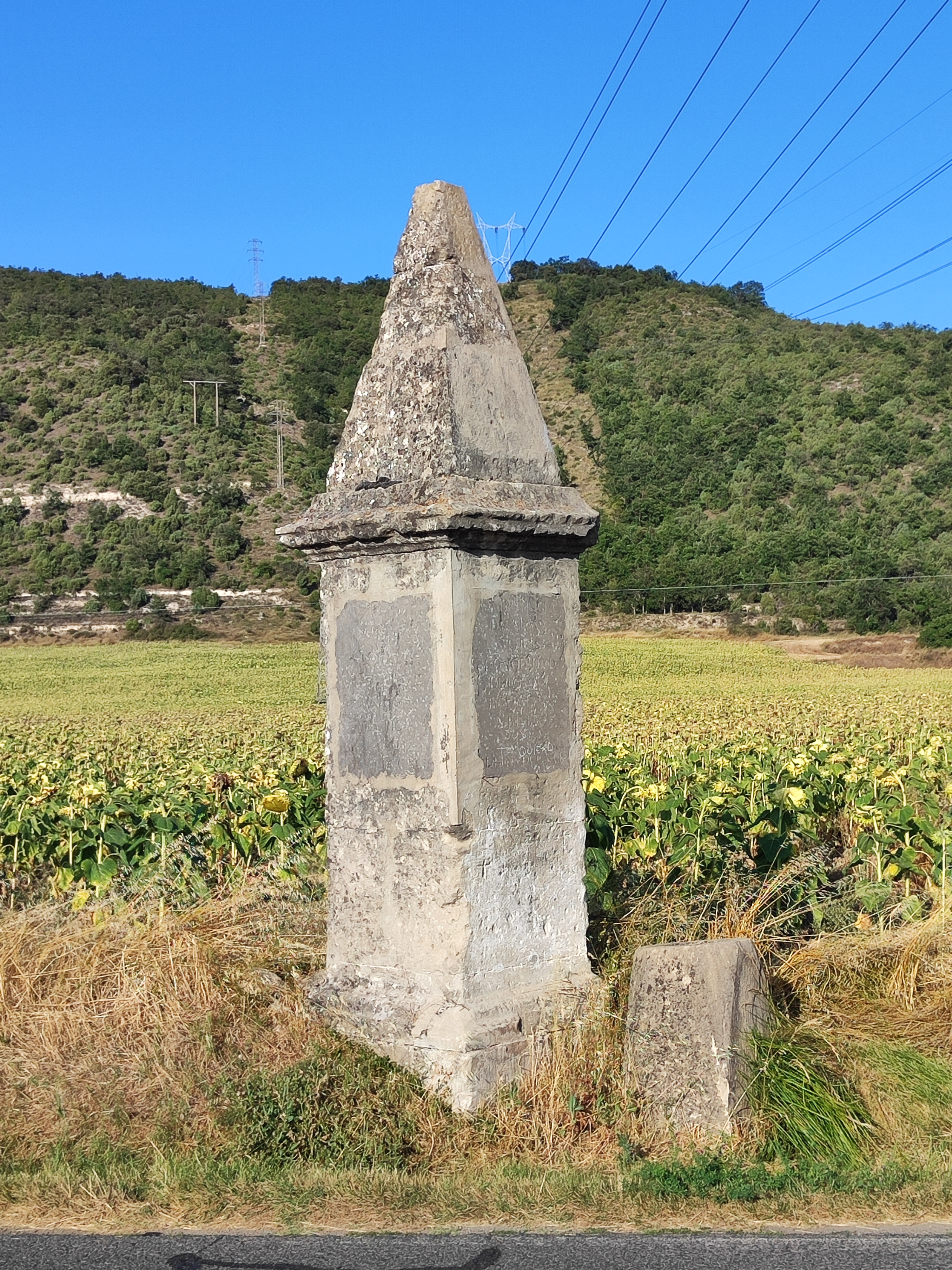
Mojón "La Pilastra"

### Patrimonio material
- Iglesia de San Nicolás de Bari, que se edificó sobre la casa fuerte de los Sarmiento en el siglo XVIII.[4]
- Frontón tras la iglesia y la plaza de la fuente.[5]
- El Juego de bolos[6] ha sido sustituido por una zona de juegos infantiles.
- Fuente de Pitijana o Barrio de Arriba. Dando cara al Ebro, se ubica la vieja tripleta de servicio principal de la población. Fuente y lavadero aparecen juntas, aunque con tomas de agua diversas, mientras que el abrevadero está ligeramente desplazado.[7]
- Fuente de la plaza o "Plazko iturria" tal y como figura en una inscripción.[8]
- Puente sobre el Ebro. La importancia del elemento queda patente por el simple hecho de haber otorgado nombre a la población, siempre inmerso en la ruta desde la meseta castellana a Bilbao por Orduña. En 1775 este camino se transforma en el Camino-carretera del Señorío pero también se encuentra desde siempre inmerso en una de las rutas salineras desde Añana hacia Rioja, Navarra o Burgos. Las primeras referencias del Puente de Larra o Larrat datan de mediados del XIV (1351) (1), indicando únicamente su existencia y sin especificar dato alguno de su estructura; es a partir del siglo XVI cuando las menciones se intensifican.[9]
- Restos de un antiguo puente colgante también sobre el Ebro. En la memoria de la vecindad de Puentelarrá se ha fosilizado el término toponímico "Puente colgante", un poco más abajo de la fuente vieja y lavadero de Parayuela, en el extremo de la todavía conservada Carretera Vieja del señorío de Vizcaya" (al sur de la población). Sin embargo, la prospección efectuada no arrojó resultados positivos respecto a la identificación de restos.[10]
- Mojón-rollo "La Pilastra". Se sitúa en el extremo septentrional de la jurisdicción de Puentelarrá, junto a la unión de la actual carretera y antiguo Camino del Señorío que unía y une la meseta castellana con Bilbao por Orduña con el ramal que conectaba esta ruta con el camino de Postas a su paso por Miranda de Ebro. Más concretamente, este mojón-rollo conmemora la apertura del ramal de conexión entre las dos grandes rutas por Fontecha (a Bilbao y a La Rioja), en el año 1791.[11]
- Molino de La Pilastra. No hay resto material ni documental de su existencia, salvo un juego de piedras molineras encastradas en los muros del restaurante que se encuentra en el cruce entre la carretera de Fontecha y Miranda con la de Puentelarrá-Orduña.[12]
- Necrópolis y yacimientos de asentamientos medievales.
- Central hidroeléctrica.

### Patrimonio inmaterial
- La fiesta patronal se celebra el primer fin de semana de septiembre en honor a San Nicolás de Bari.[13]